# Fortaleza de San Fernando
La Fortaleza de San Fernando es una fortificación de origen novohispano fundada en el siglo XVIII en Omoa, departamento de Cortés, en la República de Honduras.
La Fortaleza de San Fernando de Omoa es, quizá, el lugar histórico más conocido de Omoa, y posiblemente, la estructura de defensa colonial más importante en toda Centroamérica.

## Historia
Omoa fue un pueblo de indios en 1536, repartido por Pedro de Alvarado a Luis del Puerto, pero a finales del siglo XVI se despobló por completo. 
Tras el ataque británico a Portobelo y al fuerte de San Lorenzo (1739) supuso que se reforzara el sistema defensivo hispanoamericano. En 1752, la población fue refundada bajo el nombre de Omoa, con la idea de construir una fortaleza y establecer un puerto libre del peligro de piratas y corsarios establecidos ilegalmente en la costa norte de Honduras, especialmente en las regiones de ríos Tinto (Mosquitia) y río Walis (La Baliza). Las obras fueron encomendadas ingeniero español Luis Diez Navarro. 

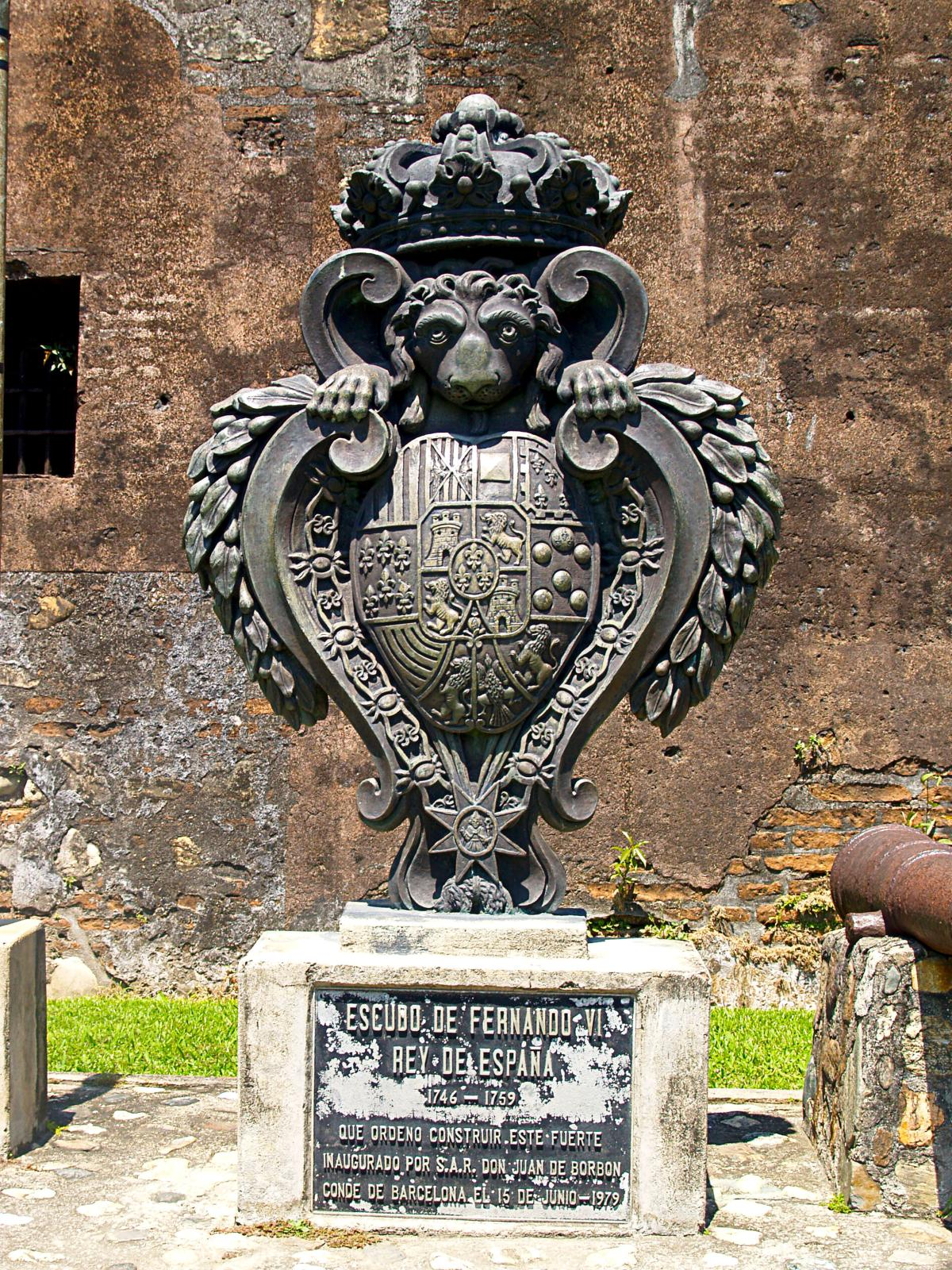
Escudo de Su Majestad el rey Fernando VI de España.

En 1759 el rey Fernando VI de España autorizó la construcción del fuerte. En 1768 Luis Díez Navarro realizó el plano de la Fortaleza de Omoa, mostrando el cimiento de la fortificación de San Fernando y el puerto. Además de Díez Navarro, otro ingeniero empleado en la colosal obra fue Antonio de Murga. Omoa reemplazó así al Puerto de Golfo Dulce, al convertirse en un bastión defendible y poderoso para la Corona española y la fortaleza fue terminada en 1775.
Fue construido por los indígenas y algunos de los esclavos africanos, con el propósito de defenderse de los piratas. En aquel tiempo el terreno era de tierra arenosa, porque la arena retenía demasiada agua cuando llovía y humedecía las paredes, desgastándolas y haciéndolas menos resistentes. Las paredes eran hechas mayoritariamente por piedras y coral, para que fuesen bastante resistentes. Algunas de las bóvedas tenían barrotes muy gruesos, porque un tiempo fue usado como prisión. En época española, Omoa fue, junto a Trujillo, Veracruz, Campeche o Portobello, uno de los puertos más importante en la costa atlántica de Centroamérica, ya que protegía del peligro al botín de plata y los pueblos de la costa, motivo por el cual fue atacada muchas de veces por los piratas y corsarios que buscaban adueñarse de las riquezas que desde América se enviaban a España.
A poco de su terminación en noviembre de 1779 los ingleses se apoderaron de la Fortaleza de San Fernando en la bahía de Honduras; Matías de Gálvez, Capitán General de Guatemala, reunió a las tropas acantonadas en Amatitlán, Sacatepéquez, Olancho, Tegucigalpa, Santa Ana, Comayagua, San Salvador y Nueva Segovia y se trasladó a la costa norte de Honduras, logrando reconquistar la fortaleza el 5 de enero de 1781, expulsando a los ingleses del río San Juan y del lago Cocibolca. Después de haber sacado a los ingleses de la Bahía de Honduras, regresó a la ciudad de Guatemala en 1782.
Durante el mes de noviembre de 1832, fuerzas mercenarias comandadas por los coroneles Ramón Guzmán y Vicente Domínguez acompañados de doscientos morenos y con 300 Guatemaltecos invaden Omoa, luego cayeron el Puerto de Trujillo y Comayagua; la Fortaleza de San Fernando estuvo bajo su poder y como centro de operaciones. El general Francisco Ferrera como comandante en jefe de las fuerzas hondureñas, retomó los lugares capturados y ordenó el fusilamiento de los rebeldes. 

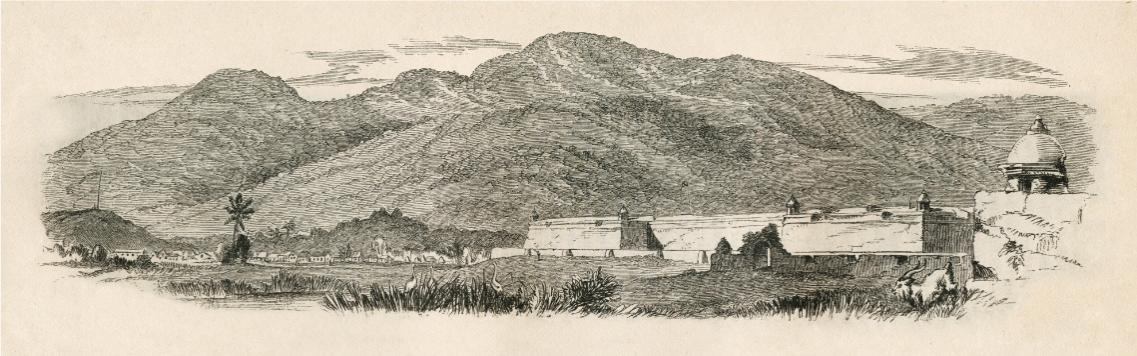
Grabado de 1856 donde muestra parte del fuerte y el pueblo.

En los primeros años de la República de Honduras la fortaleza fue la base de operaciones del Comandante General de las Fuerzas Armadas de Honduras Juan José Morales, quien ocupó el cargo desde 1840, y fué hombre de confianza del presidente Francisco Ferrea; Morales era natural del pueblo de Omoa.
En agosto de 1853, durante la guerra entre Guatemala y Honduras, fuerzas invasoras guatemaltecas al mando del coronel José Víctor Zavala tomaron fácilmente la fortaleza, rápidamente el presidente general José Trinidad Cabañas que había colocado su puesto de mando en el occidente de Honduras, ordenó el envío de tropas para recuperar dicho edificio militar.
El 3 de octubre de 1870, siendo Presidente el Capitán general José María Medina ordenó mediante "Acuerdo Gubernamental" que se suprimiera como prisión las insalubres bóvedas del castillo español de San Fernando de Omoa, por motivos de humanidad. Muchos hondureños y extranjeros fallecieron en estas cárceles, mientras eran prisioneros por las guerras.
En 1873 se recluye en dicha fortaleza a varios súbditos británicos, dando lugar a un incidente diplomático resuelto por la fragata británica HMS Niobe al mando de Sir. Lambton Lorraine bombardeando la fortaleza entre el 19 y el 20 de agosto de 1873.
San Fernando de Omoa, es el fuerte más grande de toda Centroamérica y es el segundo mayor en toda América.

## Descripción

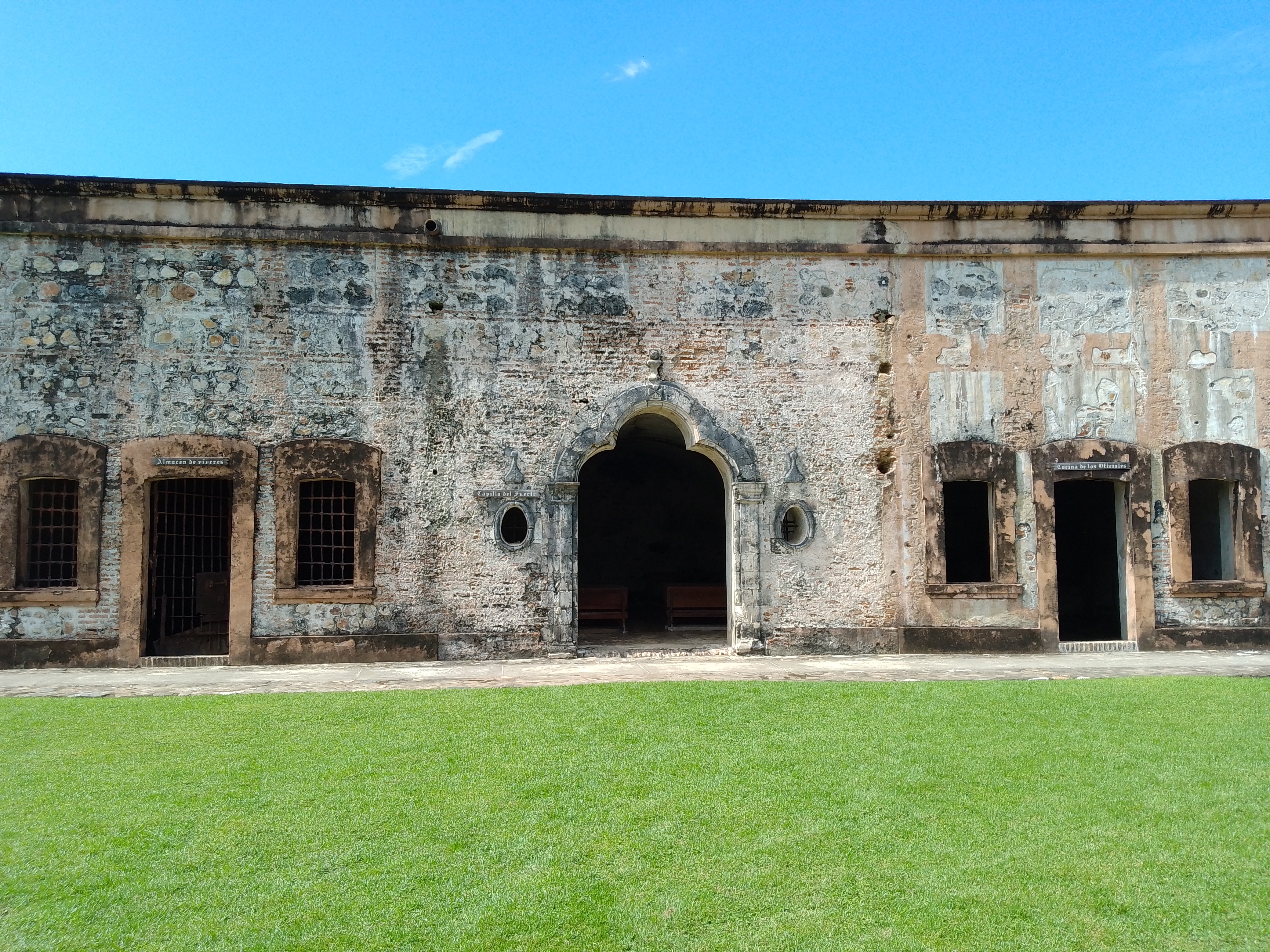
Bóvedas y capilla del Fuerte

El local está dividido en 31 bóvedas amplias en forma de arco destinadas a diversas funciones, de las cuales, una estaba designada para capilla del fuerte. En las otras bóvedas estaban: las cocinas, las oficinas administrativas, el polvorín, almacén de víveres y el armero. En la parte de la terraza estaban colocados los cañones. Las paredes del fuerte, tienen una forma de un semicírculo o bien, de un arco y una flecha, dichas paredes tienen formas redondeadas para cubrir el impacto de las olas del mar. Las casa de guardia, ubicadas en la parte de arriba, tienen un diseño barroco. Al lado de la fortaleza se encuentra un área que en su día albergó viviendas, pero que tuvieron ser demolidas por necesidades de material de construcción.
Es de hacer notar que cuando fue construida la fortaleza esta quedaba a unos pocos metros de distancia del mar, ahora se puede apreciar que la costa ha ganado más playa separando una buena parte el castillo del mar. Pero, cuando este bastión estaba en pleno apogeo fue atacado 3 veces por piratas.

## Museo

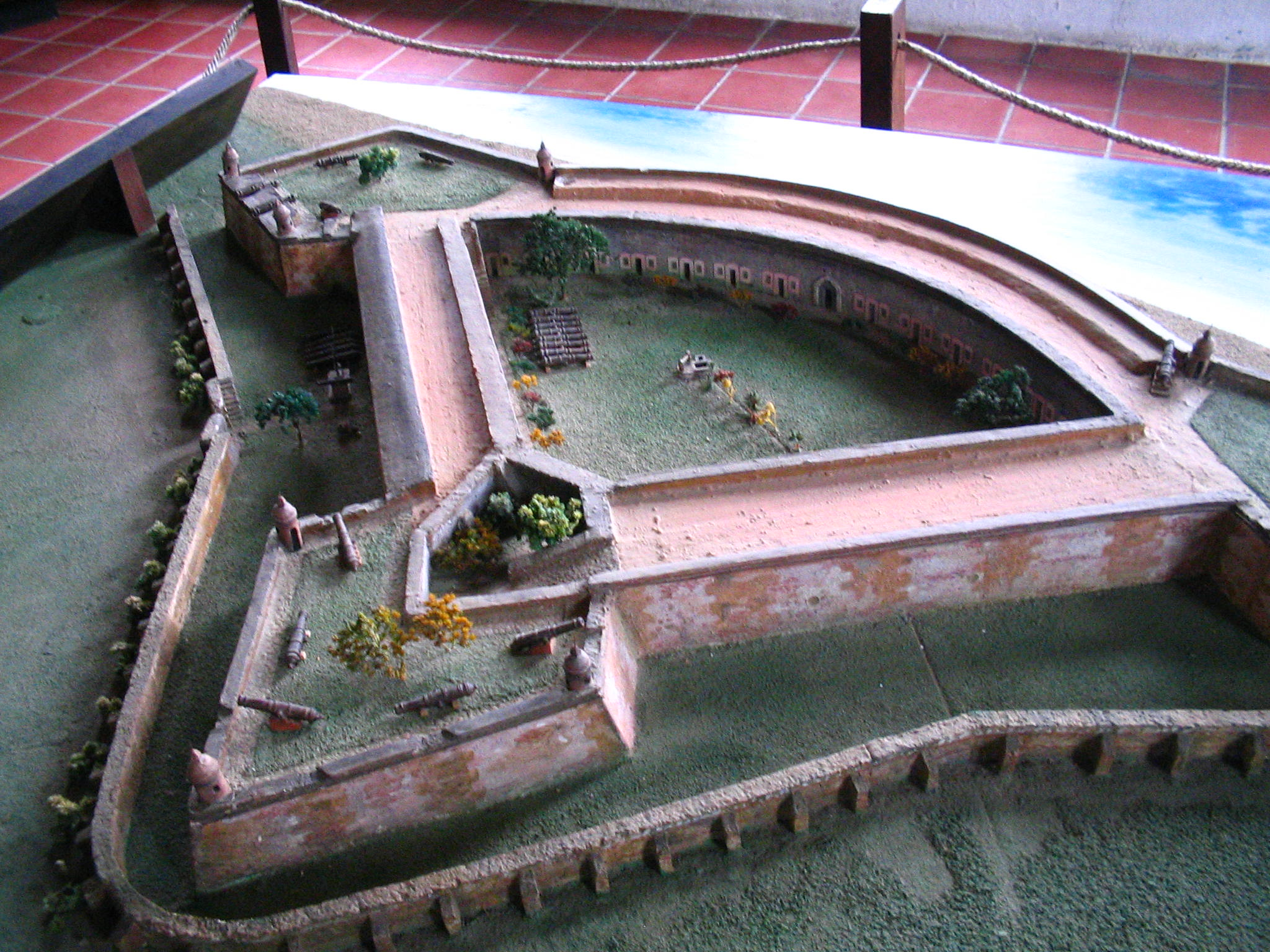
Maqueta de la Fortaleza de San Fernando Omoa en el museo.

La fortaleza de San Fernando de Omoa fue proclamado como Centro Histórico Nacional en fecha 11 de mayo de 1959, ya que es un ejemplo claro de arquitectura militar española en suelo hondureño durante la época virreinal además de poseer un valor histórico invaluable dado que se trata de la fortaleza más grande construida en Centroamérica. Contiguo al mismo se encuentran las instalaciones del museo que cuenta con material histórico y relevante acerca de la fortaleza, una maqueta, armaduras que usaban, armamentos de la época, etc. 

## Galería

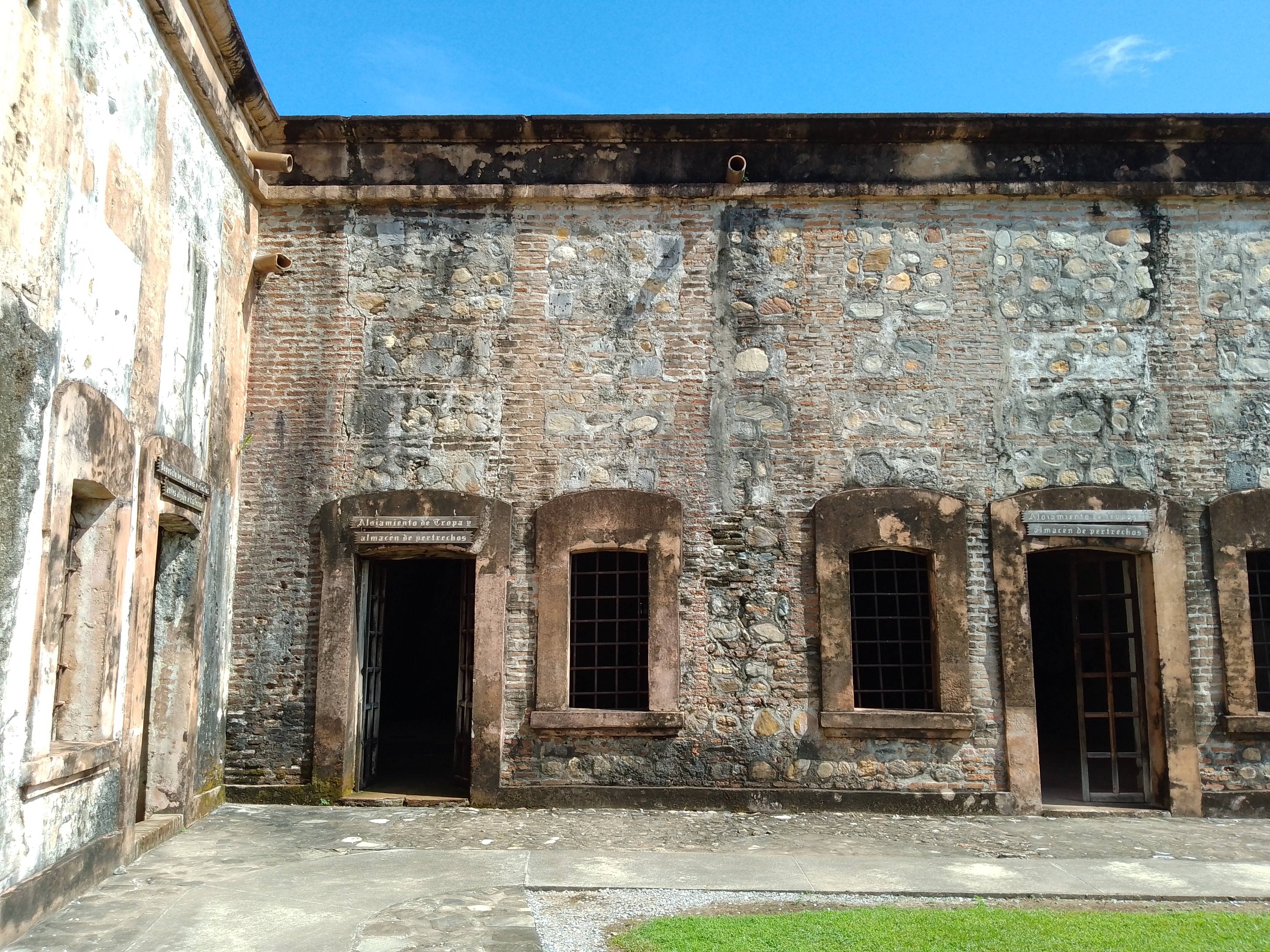
Almacenes del Fuerte
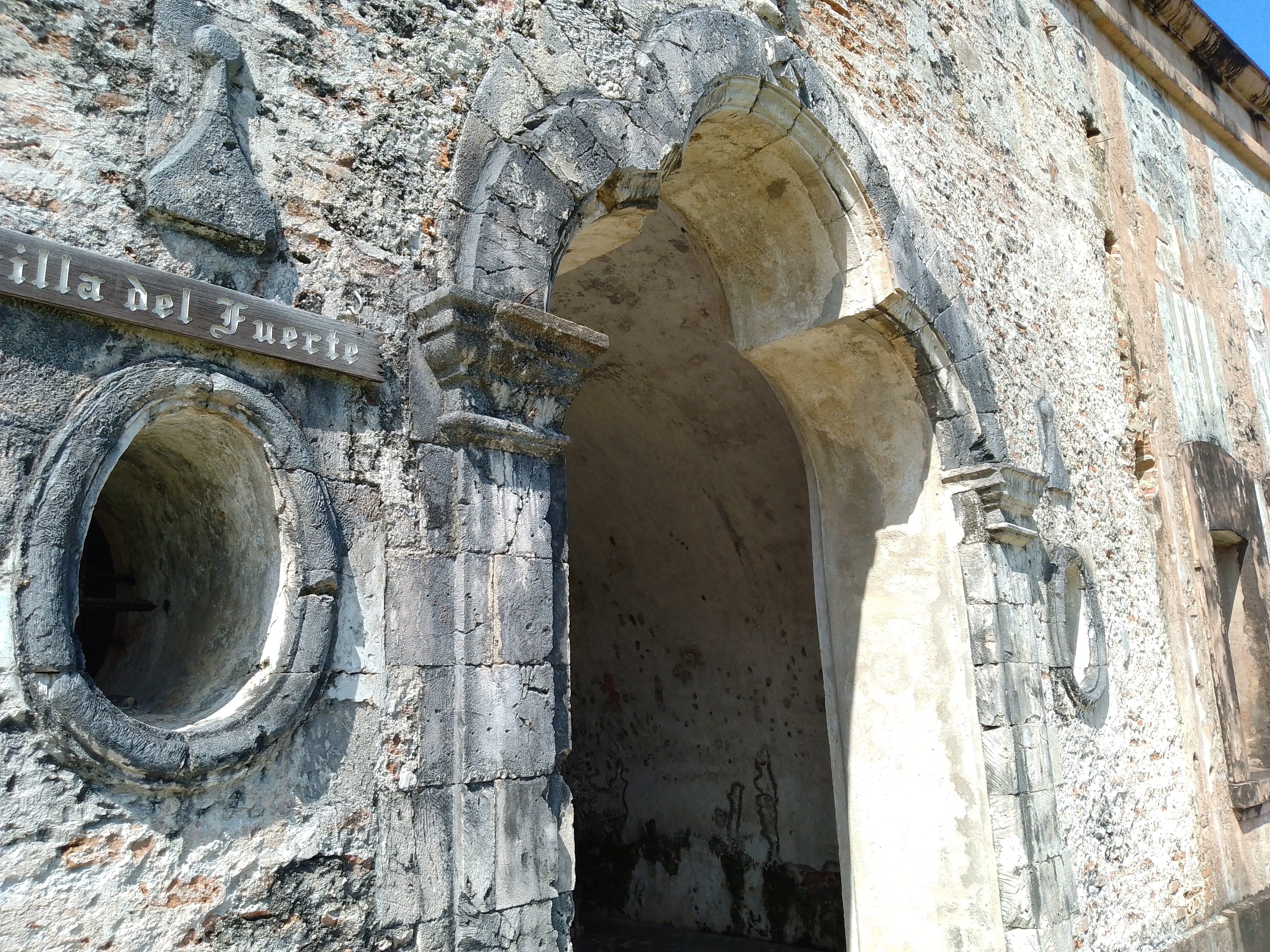
Entrada a la Capilla
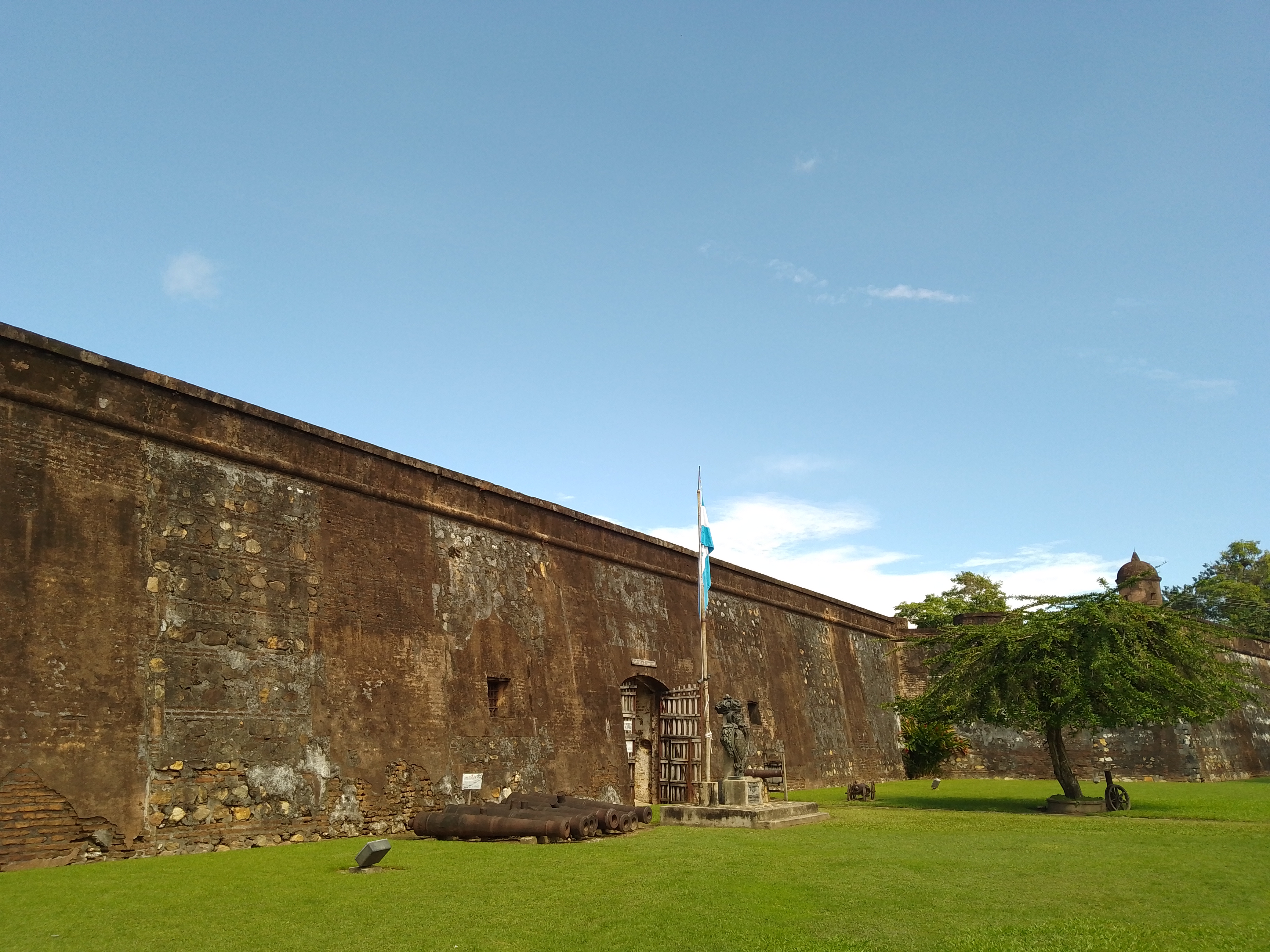
Entranda principal
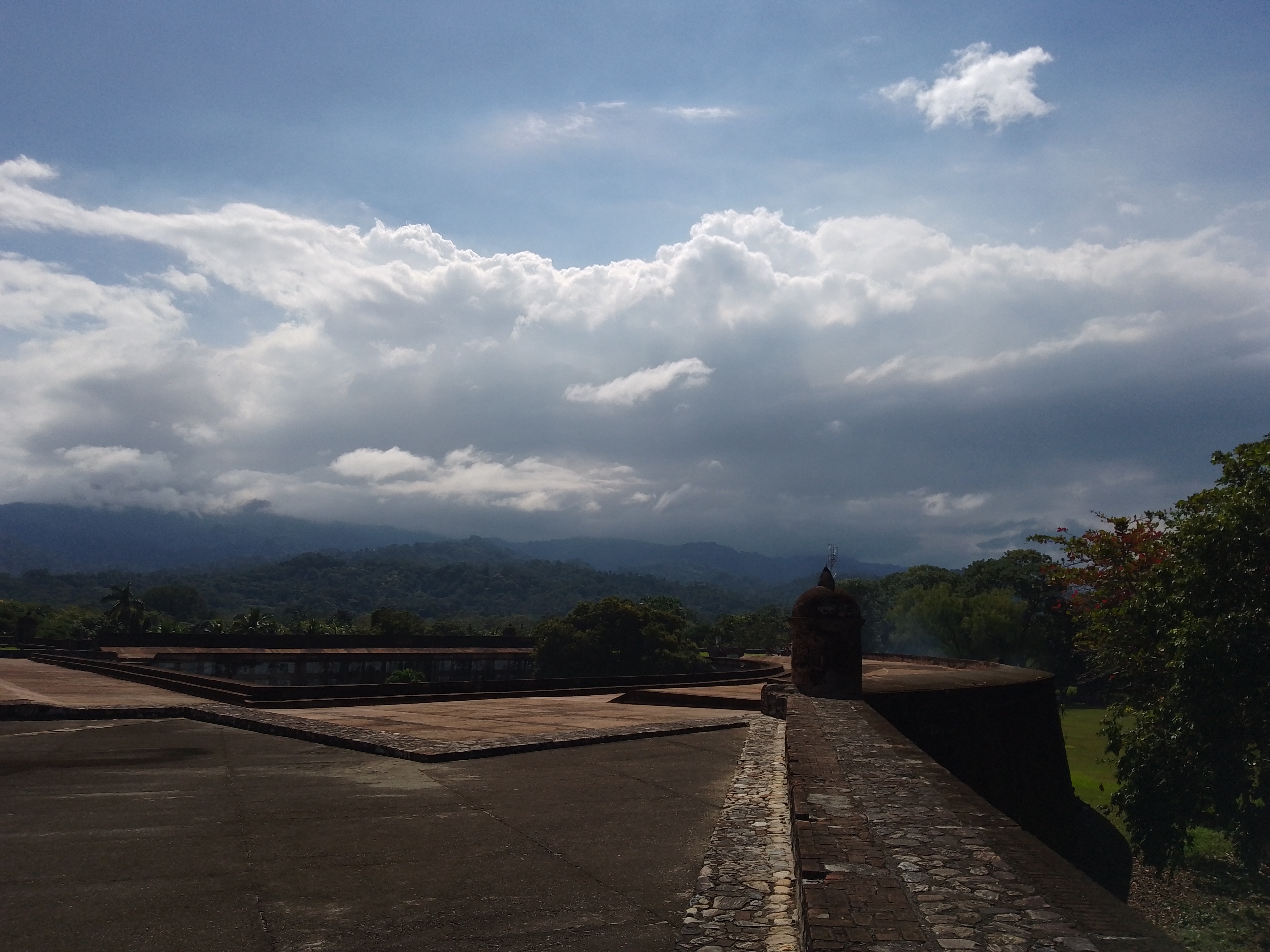
La terraza y torres de vigilancia.

## Visita turística
La fortaleza está abierta al público con el siguiente horario:
- De lunes a viernes de 8.00 horas a 16.00 horas.
- Los sábados y domingos de 9.00 horas a 17.00 horas.